# Barbara Boxerová
Barbara Levy Boxer (* 11. listopad 1940) je americká politička a v letech 1993–2017 demokratická senátorka za stát Kalifornie.